# Anseïs de Carthage

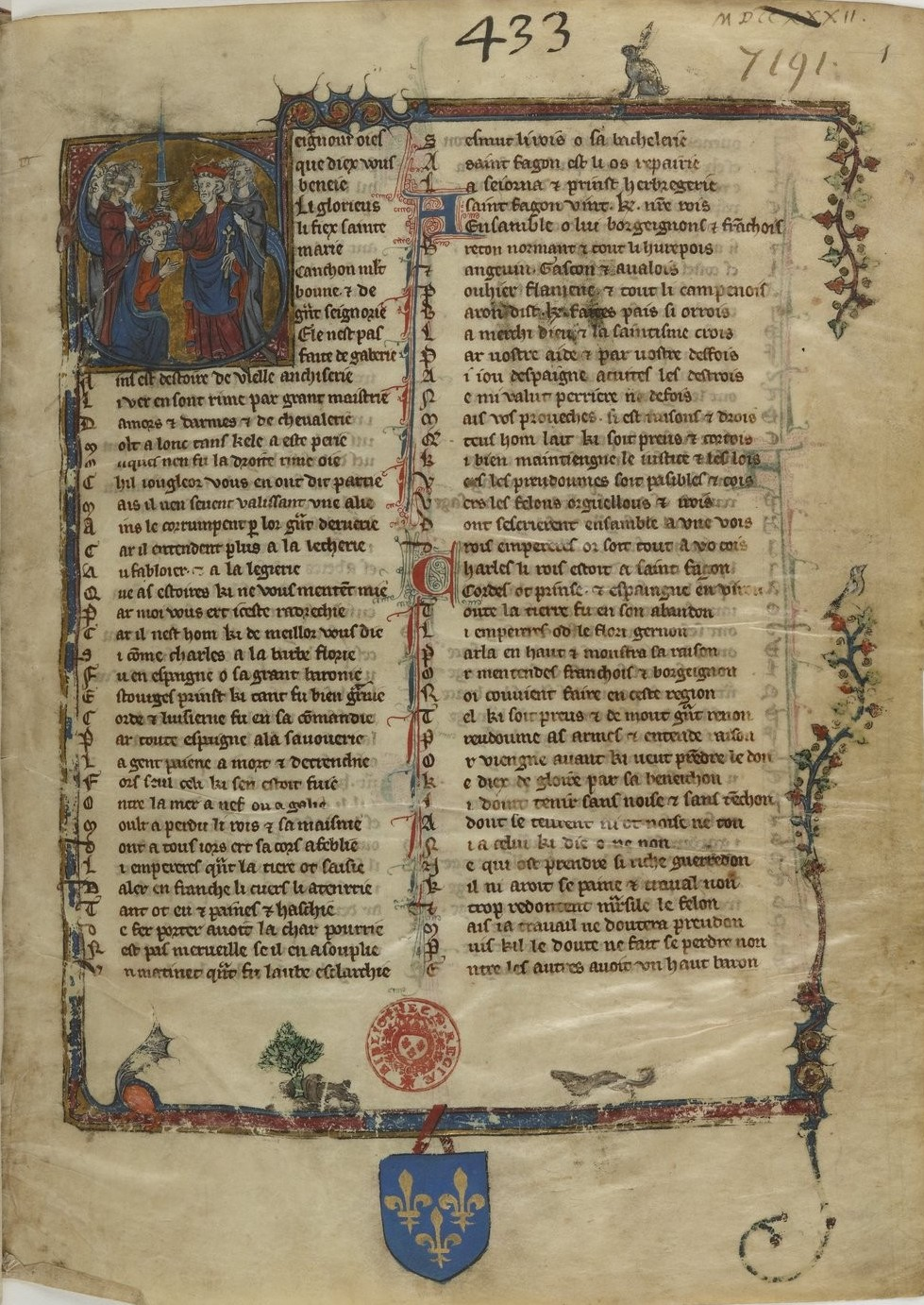
Fol1r du ms fr.793

Anseïs de Carthage est une chanson de geste du XIIIe siècle. Elle est composée d'environ 11 600 vers, en laisses rimées.  
Elle appartient au Cycle du roi, centré sur la figure de Charlemagne.

## Date
J. Alton, le premier éditeur, date cette oeuvre de la première moitié du XIIIe siècle. Jean Subrenat précise qu'elle serait postérieure à 1230 mais antérieure à 1250.

## Manuscrits
Cette chanson de geste est contenue dans plusieurs manuscrits : 
- Durham, Cathedral Library, V. II. 17, ff. 3-54 et 134-141[3]
- Lyon, Bibliothèque municipale, Palais des Arts, 59
- Paris, Bibliothèque nationale de France, français, 793, ff. 1-73
- Paris, Bibliothèque nationale de France, français, 368, ff. 275ra-280rc, (fragment)
- Paris, Bibliothèque nationale de France, français, 1598, ff. 53-117
- Paris, Bibliothèque nationale de France, français, 12548, ff. 1-f. 78
- Paris, Bibliothèque nationale de France, nouvelles acquisitions françaises, 5094, f. 41

Plusieurs fragments existent aussi.

## Arrière plan historique
Johann Alton considère, à la suite de Gaston Paris, que la chanson de geste fait référence à la légende du roi Rodéric, trahi par le comte Julien.

## Action
Cette chanson de geste se déroule après l'action de la Chanson de Roland : après avoir vengé la défaite de Roncevaux, Charlemagne souhaite retourner en France et laisser un roi en Espagne. A Saint Fagon, il demande à ses barons qui s'offre pour cette charge. Un seul se propose : Anseïs de Carthage, fils de Rispeu de Bretagne. Charlemagne le couronne donc chevalier et lui remet  son épée, Joyeuse. Il le confie toutefois à des conseillers, dont le vieil Ysoré. Charlemagne part pour la France en promettant de venir, au besoin, à son secours.
Anseïs s'installe dans la ville de Morligane et ses conseillers lui enjoignent de se marier pour avoir un héritier. Ysoré propose la fille du roi sarrasin Marsile, Gaudisse. A la simple description de sa beauté, Anseïs en tombe amoureux. De même, Letise, la fille d'Ysoré, s'éprend d'Anseïs quand son père le lui décrit et elle réclame le mariage. N'approuvant pas une union aussi inégale, Ysoré s'oppose à l'idée de sa fille. Par la suite, Anseïs envoie Ysoré en ambassade à Morinde auprès de Marsile et Ysoré confie sa fille à Anseïs. En l'absence de son père, Letise se glisse, une nuit, dans le lit d'Anseïs et se donne à lui, à son insu jusqu'au dernier moment.
Accompagné de Raimon de Navarre, Ysoré obtient la main de Gaudisse, qui songe à renier ses dieux et à se faire baptiser. Cependant, elle avait été promise à un roi sarrasin, Agolant, qui n'accepte pas cet accord : Raimon le combat en duel et le vainc. Ysoré et Raimon rentrent en Espagne avec la promesse de mariage. A son retour, Ysoré est informé par sa fille qu'Anseïs l'a déshonorée. Ysoré le reproche à son roi puis feint de pardonner.
De retour à Morinde pour aller à la rencontre de Gaudisse, Ysoré renie sa foi et enjoint Marsile à attaquer l'Espagne. Il débarque ainsi à la tête des troupes païennes et prend un certain nombre de villes. Anseïs est assiégé dans Morligane. Pour éviter la famine qui s'annonce, Gui propose de quitter la cité qui est incendiée. Tous se réfugient dans Luiserne, assiégée de même par Marsile.
Celui-ci demande à sa femme des renforts en Afrique, sa fille Gaudisse, prétextant son mariage avec Ysoré, demande à se faire appeler en Espagne. Refusant toujours de requérir l'aide de Charlemagne, Anseïs abandonne et fait incendier Luiserne : il se retranche alors dans Estorges.
Marsile fait appeler sa fille, Gaudisse, qui vient en Espagne avec des renforts. Celle-ci diffère le mariage avec Ysoré et parvient à entrer en contact avec Anseïs. Celui-ci réussit lors d'une sortie à la ramener avec lui. Elle est baptisée et épouse Anséïs. 
Acculé dans la dernière ville qu'il contrôle, Castesoris, et en proie à la famine, il consent finalement à faire appeler l'Empereur. Une ambassade est envoyée et l'armée impériale commandée par un Charlemagne malade et vieillissant vainc l'armée païenne. Marsile et Ysoré sont capturés : Ysoré est pendu. Marsile refuse le baptême qui lui est proposé : il est décapité à Laon. Letise demande pardon pour elle et pour le fils né de son union avec Anseïs. Elle l'obtient à condition de se faire religieuse. Anseïs conserve son pouvoir sur l'Espagne et Charlemagne retourne à Aix-la-Chapelle, où il meurt.

## Personnages
- Anseïs de Carthage : fils de Rispeux de Bretagne, couronné roi d'Espagne par Charlemagne
- Charlemagne : empereur français
- Ysoré : baron d'Anseïs, père de Letise
- Gaudisse : païenne, fille de Marsile
- Letise : fille d'Ysoré
- Marsile : roi païen
- Raimon de Navarre : baron français, frère d'Yves
- Gui de Bourgogne: baron français, conseiller d'Anseïs
- Agoulant : roi païen à qui Gaudisse était promise
- Yves de Bascles : baron français, frère de Raimon de Navarre
- Englebert : ecclésiastique, chapelain d'Anseïs
- Madïen : baron français